# Dragan Spasić
Dragan Spasić, né le 15 février 1982, est un coureur cycliste et directeur sportif serbe.

## Palmarès et classements mondiaux

### Palmarès
- 2007
  -  Champion des Balkans sur route
  - 2e du championnat de Serbie sur route
- 2008
  - 3e du championnat de Serbie du contre-la-montre
- 2009
  - 2e du championnat de Serbie du critérium
  -  Médaillé de bronze du championnat des Balkans sur route
  - 3e du championnat de Serbie du contre-la-montre
- 2010
  - 3e du championnat de Serbie du critérium
- 2012
  - 2e du championnat de Serbie du critérium

### Classements mondiaux
| Année           | 2005  | 2006 | 2007 | 2008 | 2009  | 2010  | 2011 | 2012 |
| --------------- | ----- | ---- | ---- | ---- | ----- | ----- | ---- | ---- |
| UCI Europe Tour | 1059e |      | 457e | 321e | 1195e | 1022e |      | 719e |
| UCI Africa Tour |       |      |      | 205e |       |       |      |      |